# Basket Alcamo 2008-2009
La stagione 2008-2009 del Basket Alcamo è stata la quinta consecutiva disputata dalla società alcamese di pallacanestro femminile in Serie A2.

## Stagione
Sponsorizzata dalla Gea Magazzini, la squadra trapanese si è classificata al decimo posto nella seconda divisione e ha dovuto partecipare ai play-out. Nel primo turno è stata eliminata dalla Calabra Maceri Rende e in finale ha vinto sulla Calik Alghero.

## Rosa
| Giocatrici |
| ---------- |

| N° | Naz.               | Ruolo | Sportivo              | Anno | Alt. |  |
| -- | ------------------ | ----- | --------------------- | ---- | ---- |  |
| 4  | Italia (bandiera)  | P     | Anna Caliendo         | 1983 | 171  |  |
| 6  | Italia (bandiera)  | A     | Lia Valerio           | 1987 | 181  |  |
| 7  | Italia (bandiera)  | G     | Francesca Mannucci    | 1977 | 172  |  |
| 8  | Italia (bandiera)  | A     | Azzurra Gaglio        | 1989 | 183  |  |
| 9  | Italia (bandiera)  | P     | Marcella Barlassina   | 1991 | 172  |  |
| 11 | Italia (bandiera)  |       | Valentina Calvaruso   | 1989 |      |  |
| 13 | Italia (bandiera)  | C     | Barbara Gibertini     | 1979 | 188  |  |
| 14 | Italia (bandiera)  | A     | Silvia Passon         | 1985 | 182  |  |
| 15 | Polonia (bandiera) | C     | Karolina Piotrkiewicz | 1984 | 190  |  |
| 16 | Italia (bandiera)  | G     | Giulia Calabretta     | 1990 | 170  |  |

| Staff tecnico                                              |
| ---------------------------------------------------------- |
| Allenatore: Massimo Romano, dal 25 febbraio Luigi Salineri |
| Addetto statistiche: Salvatore Perricone                   |
| Preparatore atletico: Oscar Tipa                           |
| Addetto arbitri: Giuseppe Ammoscato                        |

| Giocatrici acquisite a stagione in corso |
| ---------------------------------------- |

| N° | Naz.                | Ruolo | Sportivo                       | Anno | Alt. |  |
| -- | ------------------- | ----- | ------------------------------ | ---- | ---- |  |
| 10 | Italia (bandiera)   | G     | Claudia Conti (dal 21 gennaio) | 1976 | 165  |  |
| 20 | Ungheria (bandiera) |       | Zsuzsa Tarnai (dal 25 gennaio) | 1981 |      |  |

| Giocatrici cedute a stagione in corso |
| ------------------------------------- |

| N° | Naz.              | Ruolo | Sportivo                              | Anno | Alt. |  |
| -- | ----------------- | ----- | ------------------------------------- | ---- | ---- |  |
|    | Italia (bandiera) | P     | Laura Gorla (fino al 21 gennaio)      | 1985 | 177  |  |
| 5  | Italia (bandiera) | G     | Eleonora Trovato (fino al 21 gennaio) | 1984 | 168  |  |

Scheda su LegABasketFemminile.it

## Dirigenza
- Presidente: Lino Scalzo
- Vicepresidente: Vincenzo Artale
- Segretario: Salvatore Perricone
- Dirigenti accompagnatori: Piero Provenzano e Silvana Tognetti
- Addetto stampa: Andrea Aguanno
- Addetto marketing e logistica: Piero Provenzano